# 葉山くみこ
葉山 くみこ（はやま くみこ）は日本の元AV女優。
埼玉県出身。身長162cm、スリーサイズはB103（Hカップ）・W63・H92。
Hカップの巨乳をメインとした作品を中心に活躍。共演作やオムニバス作品の出演も多い。

## 略歴
- 2005年にAVデビュー。

現在はAVは引退。2006年2月24日に小俣わかめ名義で「縛乳！」が発売された。

## 作品

### イメージDVD
- PAI×2ダダーン!!2（2006年3月24日、イーネット・フロンティア）
- おっぱいちん2（2006年4月26日、ビーエムドットスリー）

### アダルトDVD
2005年
- 恥悦少女 20（2005年12月8日、プールクラブ）
- 着もみ3 天然Iカップ 葉山くみこ（12月23日、タムラ）

2006年
- バル～ンボディ BONG BANG BOMB 3（1月7日、グローリークエスト）
- おっきくて柔らか～い♪天然ぱいぱい娘。初摘み 103cmHcup（1月13日、映天）
- 巨乳悦楽 56（1月17日、プールクラブ）
- 爆乳遊戯（2月4日、タカラ映像）
- 豊乳中出し 第十六章 異常発育した爆乳奥さん 葉山純子 21才（2月14日、ジュエル）
- 乳りんピック（2月16日、V&Rプロダクツ）
- 僕は透明人間！パート3（2月16日、V&Rプロダクツ）
- 絶淫・膣出し巨乳妻 3 Gカップ 外人級エグパイ淫爆乳 若妻 久美子 22歳（2月21日、豊彦）
- ボクのおっぱい新シリーズ 巨乳M女子校生（3月3日、映天）
- 爆乳ボイン（3月10日、ワイルドサイド）
- レイプ現場 VII（3月10日、隼エージェンシー）
- バイブの虜18（3月18日、プールクラブ）
- 巨乳OL健康診断（3月19日、クロス）
- 憧れのあの娘をクローンにしてヤッちゃえ！（3月16日、ナチュラルハイ ）
- 極巨乳痴女19才 みならい先生3【美術科編】（3月22日、V&S）
- 乳地獄（4月1日、MOODYZ）
- 巨乳中出し240 X（4月10日、隼エージェンシー）
- ナンパ☆第三世代 3（4月19日、ドグマ）
- 俺んちde撮りん娘♪～お兄ちゃんCafe 巨乳の部屋～（4月21日、映天）
- 巨乳3人（4月25日、イエロー）
- 巨乳痴女 BOIN SEXY 2（4月28日、ステージメディア）
- 愛しのフェラチーオ3 16人のザーメン中毒（5月12日、隼エージェンシー）
- 女子校生強制中出し 9（5月12日、隼エージェンシー）
- 巨乳クラブ 07（5月15日、ワープエンタテインメント）
- 5Pができる超高級クラブ II（5月18日、アイエナジー）
- 本当にデカップ Vol.3（2006年5月号雑誌付録）（5月29日、メディア・クライス）
- Boin Boin・16（5月30日、ステージメディア）
- 巨乳の虜 H104（6月8日、タカラ映像）
- 巨乳 LOVE III（6月12日、隼エージェンシー）
- 乳揉みフェチ。（6月13日、マルクス兄弟）
- 妹のおっぱい・8（6月30日、ステージメディア）
- 女だらけの世界 VOL.10 淫乱病棟・痴女ナース編（7月1日、MOODYZ）
- こだわりの手コキ 4時間SP 40人ハンドメイド（7月10日、隼エージェンシー）
- 素人娘の超エッチな巨乳だらけの自画撮りオナニー 12（7月13日、スティルワークス）
- TOKYO流出 初脱ぎモデル（7月21日、アカデミック）
- 乳魂 肉圧系美乳爆乳（8月7日、桃太郎映像出版）
- 激痛快!! 金蹴りin路上（8月19日、スタイルアート）
- 島袋浩が行く！ ザ・人妻ナンパ 武勇伝4（8月25日、マドンナ）
- 爆乳遊戯 SPECIAL（8月29日、実録出版）
- おっぱい娘8人ナマ撮りドキュメント 爆乳遊戯（9月5日、ステージメディア）
- 愛しのフェラチーオ4 17人のザーメン中毒（9月10日、隼エージェンシー）
- 巨乳レイプ4時間第8章（9月10日、隼エージェンシー）
- 巨乳愛好家 KUMIKO 103cm Hカップ（9月16日、GUTS）
- アンチ痴漢バス興業（株） VOL.16（9月21日、ナチュラルハイ）
- ULTRA BIG TITS Hcup103cm（10月1日、プレステージ）
- ULTRA BIG TITS Gcup100cm（10月1日、プレステージ）
- ご主人様はあなただけ〜ハミ乳メイド〜2（10月5日、ステージメディア）
- 女子校生強姦2 理不尽に犯される8人の女子校生（10月10日、隼エージェンシー）
- 極上手こき（10月19日 BRAVO）
- 超絶ローション 巨乳3人ヌルベッチョ!（10月25日、OPERA［オペラ］）
- 偽装バス痴漢 2（11月1日、V）
- 巨乳LOVE4 14人の巨乳ギャルに中出ししたりパイズリ抜きしてもらいました!（11月11日、隼エージェンシー）
- 陵辱女囚109号 ～報復の誓い～（11月16日、ヒビノ）
- 爆乳天国（12月1日、MOODYZ）
- 口マンコ 7 ～ミニマムモザイクフェラ～（12月1日、MOODYZ）
- 巨乳LOVE4 14人の巨乳ギャルに中出ししたりパイズリ抜きしてもらいました!（12月10日、隼エージェンシー）
- ボイン大好きしょう太くんのHなイタズラ（12月22日、グローリークエスト）

2007年
- Homeless Rape（1月6日、グローリークエスト）
- 裏 ボクのおっぱい #04（2007年1月12日、映天）
- 巨乳拘束×FUCK（2月23日、笠倉出版社）
- W爆乳スーパーソープ 4（3月30日、笠倉出版社）
- やっぱ！中出しでしょⅦ　*12人の中出し姫*（4月12日、隼エージェンシー）
- 女子校生レイプVI　犯されまくる12人の女子校生（5月12日、隼エージェンシー）
- 濡れ爆乳！！ ローションFUCK BEST 4時間 SPECIAL（5月31日、ステージメディア）
- 豊満スナイパー（7月4日、AVS）
- 女子校生のおっぱいもみまくり面接（8月10日、AFRO FILM）
- 女子校生レイプ 7（2007年9月8日、隼エージェンシー）

#### 2008年
- 乳 素人娘たわわな爆乳 HCUP 2（3月17日、デジタルアーク）

#### 2009年
- Jカップボイン素人ナマ中だし みく（9月19日、胸キュン喫茶）
- 爆乳看護学生 えり100cmIcup×しずか96cmIcup（10月19日、OPPAI）
- konoha・nanami（11月20日、アキバガールズ）

#### 2010年
- スーパーボインハイスクール VOL.1（3月24日、VIP）
- 投稿者 炎の用務員さん OLたちの会社内・隠れオナニー 78人（7月25日、レッド）

#### 2012年
- 奇跡の肉感を持つ天然爆乳娘 葉山くみこ（7月、BUSTY JAPAN）

#### 2014年
- ヤリたがりプロデューサーのどうしても抑えられない異常性欲 AV女優つまみ喰い超全集2 被害者:葉山くみこ（8月16日、 
    裏切りのエレクチオン ）

- ヤリたがりプロデューサーのどうしても抑えられない異常性欲 AV女優つまみ喰い超全集3 被害者:葉山くみこ（2回目）（8月19日、 
    裏切りのエレクチオン ）

### 小俣わかめ名義
2006年
- 縛乳！/小俣わかめ（2006年2月24日、イーネット・フロンティア）